# Тотал
„Тотал“ (на френски: Total S.A.) е многонационална енергийна корпорация. Седалището на компанията е в парижкия бизнес район Дефанс, Франция. Тя е четвъртата корпорация по добив на нефт и природен газ. Оперира в над 130 държави, като за компанията работят около 110 000 служители.

## История
През 1999 година се сливат петролните производители „Тотал“ и белгийската „Петрофина“, образувайки ТоталФина. По-късно е присъединена и френската „Елф“, образувайки ТоталФинаЕлф. През 2003 година е върнато името „Тотал“.
Освен в нефтодобива „Тотал“ работи и в областта на химическата промишленост, чиито продукти съставляват около 12% от нейния оборот или 19,1 млрд. евро (2006). По продажби на химически продукти компанията е четвърта в Европа и осма в света.
Дъщерната компания „Атофина“ (Atofina S.A.) произвежда химически компоненти, полимери и други.
„Тотал“ печели договор с Ирак (при Саддам Хусейн) за доставка на храни срещу петрол. По този договор компанията експлоатира нефтените полета Нахр Умар в Южен Ирак.